# Scrophularia hirta
Scrophularia hirta — вид рослин з родини Ранникові (Scrophulariaceae), ендемік Мадейри. Етимологія: лат. hirtus — «волохатий».

## Поширення
Ендемік Мадейри (о. Мадейра).